# Super Bowl XLIV

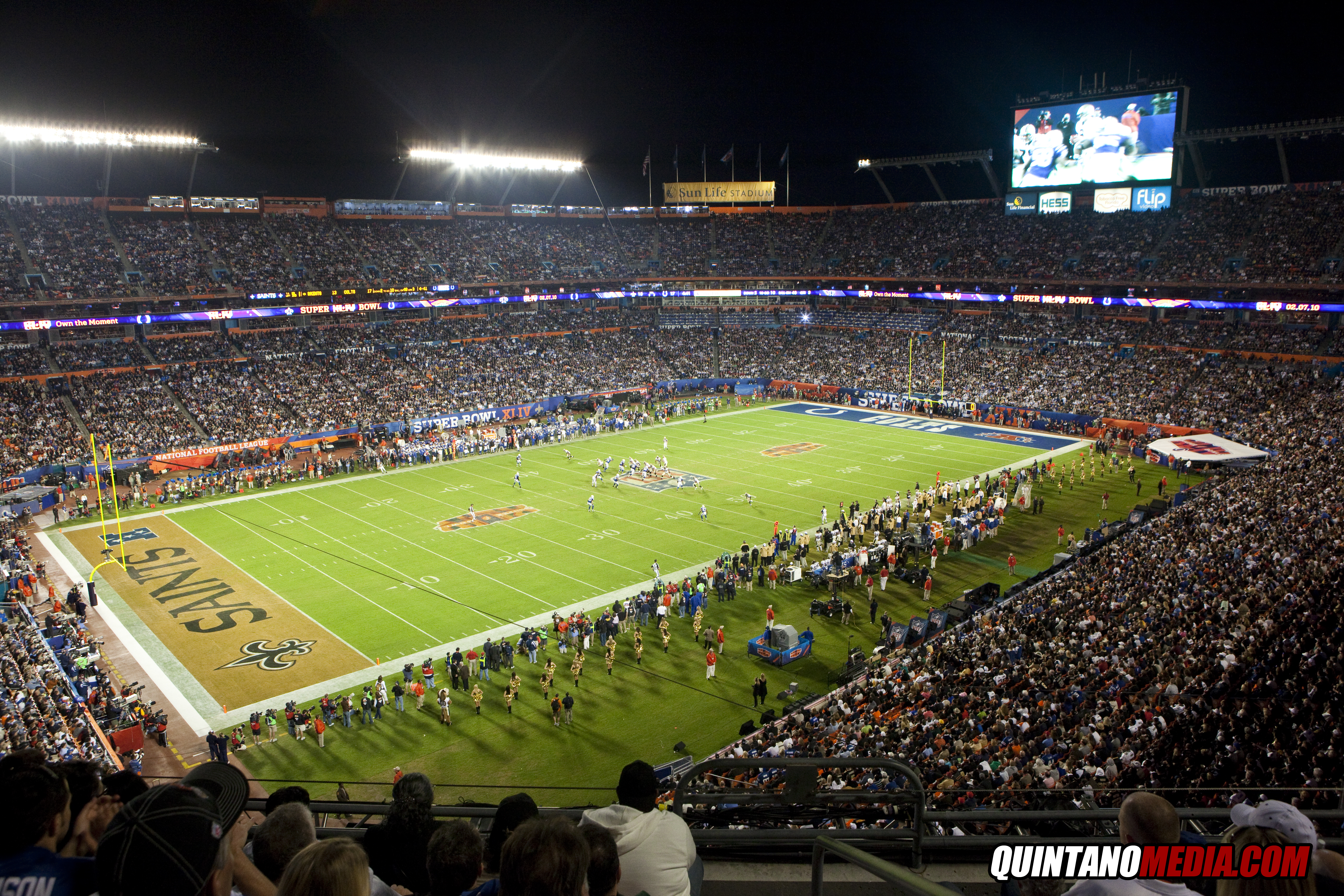
O interior do Sun Life Stadium durante o Super Bowl XLIV.

O Super Bowl XLIV, realizado no Sun Life Stadium, Miami, Flórida (Estados Unidos), no dia 7 de fevereiro de 2010, foi a final da Temporada de 2009 da NFL. A partida foi disputada entre o New Orleans Saints (campeão da NFC) e o Indianapolis Colts (campeão da AFC) e terminou com vitória do Saints, por 31 a 17, sendo este o primeiro Super Bowl da história do time de New Orleans. O melhor jogador da partida foi o quarterback Drew Brees, que igualou o recorde de passes completos numa final (32).
Esta foi a primeira aparição dos Saints em um Super Bowl, sendo a quarta dos Colts (a segunda em quatro anos). New Orleans haviam vencido treze jogos de dezesseis na temporada de 2009, comparado com a campanha dos Colts de quatorze vitórias e duas derrotas no ano. Na pós-temporada, ambos os times eram os melhores de suas respectivas conferências, marcando a primeira vez desde o Super Bowl XXVIII (dezesseis anos antes) que os dois times de melhor campanha estavam num Super Bowl. Os Colts chegaram no Super Bowl após vitórias contra o Baltimore Ravens e o New York Jets, enquanto os Saints avançaram após triunfarem sobre o Arizona Cardinals e o Minnesota Vikings. Foi também a primeira vez que ambas as equipes começaram o ano com uma sequência de treze vitórias consecutivas.
New Orleans estava atrás do placar no intervalo da partida por 10 a 6. No começo do terceiro período, numa jogada que muitos classificaram como sendo decisivo para virar a maré do jogo, Thomas Morstead chutou um onside kick, pegando os Colts completamente de surpresa. Os Saints recuperaram o chute e então marcaram um touchdown logo no primeiro drive com uma recepção de 16 jardas de Pierre Thomas. Os Colts respondem com um touchdown terrestre de Joseph Addai de 4 jardas e retomam a liderança com 17 a 13 no placar. Os Saints então marcam dezoito pontos seguidos, incluindo uma interceptação retornada para touchdown de Tracy Porter, que selou a vitória. O quarterback do New Orleans, Drew Brees, que completou 32 de 39 passes para 288 jardas e lançou dois touchdowns, foi nomeado o MVP do Super Bowl. Ele completou 32 passes, empatando um recorde do Super Bowl de Tom Brady na edição XXXVIII. Já Peyton Manning, o quarterback dos Colts, retornaria para o Super Bowl mais duas vezes na carreira (vencendo um), mas não com Indianápolis.
A transmissão ao vivo do jogo na CBS foi assistida por uma audiência média nos Estados Unidos de 106,5 milhões de telespectadores, tornando-se então o Super Bowl mais assistido. O hino nacional americano foi cantado por Carrie Underwood e o show do intervalo ficou a cargo da banda de rock britânica The Who. O Super Bowl XLIV foi a última final na era do Super Bowl a ter um design de logo único como seus predecessores. A partir do Super Bowl XLV, o logo seria único com o Troféu Vince Lombardi e os numerais romanos que indicam a edição atual. Este também é o primeiro Super Bowl em que nenhum dos times reapareceu na final nos anos seguintes.

## Resumo das pontuações
| 1º Quarto |           |
| IND – Matt Stover, field goal de 38 jardas, 7:29                                                                 | IND 3–0   |
| IND – Pierre Garçon, passe de 19 jardas de Peyton Manning (ponto extra: chute de Matt Stover), 0:36              | IND 10–0  |
| 2º Quarto |           |
| NO – Garrett Hartley, field goal de 46 jardas, 9:34                                                              | IND 10–3  |
| NO – Garrett Hartley, field goal de 44 yard, 0:00                                                                | IND 10–6  |
| 3º Quarto |           |
| NO – Pierre Thomas, passe de 16 jardas de Drew Brees (ponto extra: chute de Garrett Hartley), 11:41              | NO 13–10  |
| IND – Joseph Addai, corrida de 4 jardas (ponto extra: chute de Matt Stover), 6:05                                | IND 17–13 |
| NO – Garrett Hartley field goal de 47 jardas, 2:01                                                               | IND 17–16 |
| 4º Quarto |           |
| NO – Jeremy Shockey, passe de 2 jardas de Drew Brees (pontos extras: passe de Drew Brees para Lance Moore), 5:42 | NO 24–17  |
| NO – Tracy Porter, interceptação e corrida de 74 jardas (ponto extra: chute de Garrett Hartley), 3:12            | NO 31–17  |